# Saab 210
Saab 210 Draken („Drak“) byl experimentální letoun ve zmenšeném měřítku vzniklý pro ověření koncepce křídla s dvojitou deltou během vývoje stíhacího letounu Saab J35. Ačkoliv typ byl firmou Saab pojmenován Draken, po vzletu prvního prototypu Saabu 35 začal být brzy známější pod neoficiální přezdívkou Lilldraken („Dráček“). Poprvé vzlétl 21. ledna 1952.

## Vystavený exemplář
Jediný vyrobený kus je v současnosti vystaven v Muzeu Švédského letectva (Flygvapenmuseum) v Linköpingu.

## Specifikace
Údaje platí pro původní provedení stroje, podle publikace Saab J35 Draken

### Technické údaje
- Osádka: 1
- Délka: 8,80 m
- Výška: 2,78 m
- Rozpětí: 8,35 m
- Nosná plocha: 24,2 m²
- Hmotnost prázdného stroje:
- Vzletová hmotnost: 1 775 kg (odhad)
- Pohonná jednotka: 1 × proudový motor Armstrong Siddeley Adder[1]
- Tah pohonné jednotky: 4,67 kN

### Výkony
- Maximální rychlost: 555 km/h[1]
- Stoupavost: 529 m/min